# Frank Thomas (theoloog)
Frank Thomas (Cologny, 28 oktober 1862 – Ragaz, 18 augustus 1928) was een Zwitserse protestantse predikant en hoogleraar aan de universiteit. Naast Calvijn, Théodore de Bèze, Louis Tronchin, Jean Diodati en Jean-Alphonse Turrettini was hij een van de belangrijkste Zwitserse theologen en toonaangevend voor de ontwikkeling van de gereformeerde kerk in Zwitserland in de twintigste eeuw.Ook preekte hij regelmatig in Nederland, België en Frankrijk.

## Levensloop

### Familie
Frank Thomas was de zoon van de pastoor en later professor Philippe-Louis Thomas (22 mei 1826 - 21 augustus 1904) en zijn vrouw Louise Thomas (28 augustus 1830 - 12 november 1904). Hij had een oudere broer en een jongere zus. Zijn oom was predikant Frank Coulin (1828–1907).
Sinds 1887 was hij getrouwd met Louisa (Poulin) (20 oktober 1946) de dochter van een bankier samen hadden zij verscheidene kinderen.

### Loopbaan
Thomas schreef zich in 1882 in om te studeren aan de vrije theologische school in Genève ( École de théologie libre ), die hij in 1886 voltooide met zijn proefschrift St. Augustin: la cité de Dieu; etude historique et apologétique (Sint-Augustinus: de stad van God; historische en apologetische studie). Hij werd gewijd in 1887. Nadat hij zijn studie had voltooid, ging hij op studiereis naar Duitsland, Engeland en de VS om zich vertrouwd te maken met de religieuze bewegingen daar.
Hij was predikant in Rougemont en Mézières van 1887 tot 1891 en werkte vervolgens van 1891 tot 1899 voor de volksevangelisatiebeweging in Genève.
In 1899 richtte hij de Association chrétienne évangélique (ACE) (Evangelische Christelijke Vereniging) op, waarvan hij pastoor was tot 1926. Het doel van deze vereniging was het verbeteren van de religieuze situatie in Genève, vooruitlopend op de scheiding van kerk en staat. Vanaf 28 augustus 1899 hield de vereniging de diensten in Victoria Hall. De diensten werden wekelijks gehouden onder leiding van Thomas. Elke zondag woonden ongeveer 1500 gelovigen de diensten bij. Onder de voorzitters van het ACE comité was onder anderen Lucien Gautier.
Op de eerste en laatste zondag werd zijn preek uitgezonden op de radio vanuit Geneve en waren ook in Nederland te beluisteren.
In 1902 werd Thomas benoemd tot hoogleraar in de praktische theologie aan de Theologische School van de Evangelische Sociëteit en hij bekleedde deze functie tot 1921. Van 1920 tot aan zijn dood gaf hij ook les als privédocent aan de Faculteit Theologie van de Universiteit van Genève. Een aantal dagen nadat hij het huwelijk van zoon had ingezegend, overleed hij op 65-jarige leeftijd in een kuuroord in Ragatz. Op 21 augustus 1928 vond zijn begrafenis plaats vanuit de Victoria Hall.

## Geestelijk en maatschappelijk werk
Thomas sloot zich aan bij de religieus-sociale beweging en voerde campagne voor het vrouwenkiesrecht. Hij ondernam ook talloze lezingenreizen vooral naar Nederland en ook naar België en Frankrijk. Hij publiceerde verschillende preken en stichtelijke boeken.
In maart 1928 hield hij een toespraak op de begrafenis van de voorzitter van de Internationale Rode Kruis Gustave Ador.
Hij onderhield een hechte vriendschap met de theologiehoogleraar Gaston Frommel.

### Invloed op koningin Wilhelmina
Een van de mensen die onder invloed was van de preken van dominee Thomas was koningin Wilhelmina. Met zijn prediking van een "christendom van de daad gedragen door eigen Christuservaring”, maakte hij diepe indruk op haar. Ze schrijft in haar boek "Eenzaam maar niet alleen"  dat Frank Thomas voor haar geestelijke leven van betekenis is geweest.

## Herdenking
Ter ere van Thomas werd in november 1930 een gedenkplaat geplaatst in de hal van de Victoria Hall in Genève.
Na zijn overlijden brachten de uitgevers van Revue Mensuelle uit Geneve een herdenkingsboek uit. Dit boek bestond uit getuigenissen van vrienden en persoonlijke brieven van Thomas. Een van de getuigenissen was de Nederlandse dominee F.CH. Kraft uit Haarlem. Hij beschrijft hoe nauw de betrekking tussen Nederland en Thomas waren. De Nederlandse consul in Geneve beschrijft de gevoelens van de Nederlandse gemeenschap in Geneve voor de predikant. Koningin Wilhelmina ontving ook een exemplaar van dit herdenkingsboek.
- Base de données des élites suisses: 62516
- Bibliothèque nationale de France: cb10578115q (data)
- Gemeinsame Normdatei: 173928021
- Historisch woordenboek van Zwitserland: 011307
- International Standard Name Identifier: 0000 0000 7828 549X
- Library of Congress Control Number: no93012669
- Nationale Bibliotheek van Letland: 000251794
- Nederlandse Thesaurus van Auteursnamen: 158734343
- Istituto Centrale per il Catalogo Unico: TO0V440025
- Système universitaire de documentation: 112900704
- Virtual International Authority File: 11878049
- WorldCat: E39PBJxcWMx8t7fG7wMxPv3xXd